# MicroPython
MicroPython es una implementación del lenguaje de programación Python 3, escrita en C, optimizada para poder ejecutarse en un microcontrolador. MicroPython es un compilador completo del lenguaje Python a bytecode y un motor e intérprete en tiempo de ejecución del bytecode, que funciona en el hardware del microcontrolador. Al usuario se le presenta una línea de órdenes interactiva (el REPL) que soporta la ejecución inmediata de órdenes. Se incluye una selección de bibliotecas fundamentales de Python: MicroPython incluye módulos que permiten al programador el acceso al hardware en bajo nivel.
MicroPython lo creó originalmente el programador y físico australiano Damien George, después de una exitosa campaña de Kickstarter que apoyó el proyecto en 2013. Aunque durante la campaña original de Kickstarter se lanzó MicroPython en conjunción con la placa de microcontrolador PyBoard, en la actualidad MicroPython soporta un amplio número de arquitecturas basadas en ARM. Desde entonces MicroPython se ha conseguido ejecutar en plataformas basadas en Arduino, ESP8266, ESP32, e Internet de las cosas. En 2016 se creó una versión de MicroPython para el BBC Micro Bit como parte de la contribución de la Python Software Foundation al Micro Bit en asociación con la BBC.
En 2017, Microsemi realizó un traslado de MicroPython a la arquitectura RISC-V (RV32 y RV64).
El código de fuente para el proyecto está disponible en GitHub.